# Jean-François Zorn
Pour les articles homonymes, voir Zorn (homonymie).
Jean-François Zorn, né le 11 mars 1946 à Lausanne, est un historien et un théologien protestant binational français et suisse français. Ses travaux couvrent des champs variés comme l’anthropologie, la sociologie et l’histoire du christianisme à l’époque contemporaine, spécialement la missiologie.

## Biographie
Jean-François Zorn a passé sa jeunesse en Franche-Comté. En 1971, il obtient sa licence en théologie à la Faculté de théologie protestante de Montpellier et sa maîtrise en sociologie à l'université Paul-Valéry de Montpellier. Il est l’auteur du premier travail universitaire en français sur le penseur anticonformiste Jacques Ellul. Dans le cadre du Service national en coopération, il part avec son épouse Myriam à la découverte de l’Afrique en tant que professeur de philosophie au Collège protestant de Lomé au Togo (1970-1973).
De 1973 à 1979, il est pasteur de l’Église réformée de France à Pau où il dirige le Centre rencontre et recherche. De 1979 à 1989, il occupe divers postes au Service protestant de mission (Défap) dont celui de secrétaire général. De 1988 à 1994, il est chargé de cours de missiologie à la Faculté de théologie protestante de Paris, à l’Institut catholique de Paris et à la Faculté de théologie catholique de Lyon.
De 1989 à 1994, il est coordonnateur des stages de formation permanente des pasteurs au titre du Conseil permanent luthéro–réformé (CPLR) et secrétaire de la coordination nationale « Edifier-Former » de l’Église réformée de France.
En 1992, il soutient sa thèse de doctorat en histoire religieuse à l’université Paris-Sorbonne sous la direction de Michel Meslin et Jean Baubérot sur le sujet : Le grand siècle d’une mission protestante. La Mission de Paris de 1822 à 1914.
En 1994, il est nommé maître de conférences en théologie pratique à l’Institut protestant de théologie – Faculté de Montpellier. En 2004, à la suite de son habilitation à diriger des recherches obtenue à l'université de Strasbourg, il devient professeur d’histoire du christianisme à l’époque contemporaine jusqu’en 2011.
Spécialiste de l’histoire du protestantisme et de la missiologie, il est actuellement directeur honoraire du Centre Maurice-Leenhardt de recherche en missiologie qu’il a cofondé en 2006, et chercheur associé honoraire  (EA 4424)membre du Centre de recherches interdisciplinaires C.R.I.S.E.S. de l’université Paul-Valéry Montpellier III.

## Activités
- Fondateur de l’Association francophone oecuménique de missiologie – AFOM (1994)
- Président du Centre de recherche et d’échanges sur la diffusion et l’inculturation du christianisme  - CREDIC (2009-2013)
- Président de la revue Perspectives Missionnaires (de 2011 à 2022)
- Vice-président de la Société d’étude du méthodisme français – SEMF (de 2011 à 2022)
- Membre honoraire de l'Académie des Hauts Cantons (a occupé fauteuil XXV de 2011 à 2022)[1].

## Publications (sélection)

### Ouvrages
- Le grand siècle d’une mission protestante. La Mission de Paris de 1822 à 1914, Paris, Karthala, collection Mémoire d’Église, 1993 (1re édition) 2012 (2e édition), 800 p.
- La Missiologie. Émergence d’une discipline théologique, Genève, Labor et Fides, 2004, 126 p.
- Les Bassoutos, ou vingt-trois années d’études et d’observations au sud de l’Afrique par Eugène Casalis ; présentation et annotation par Jean-François Zorn avec la collaboration de Philippe Chareyre, Pau, Centre d’Étude du Protestantisme béarnais (CEPB), 2012, 435 p.
- Une école qui fait date, L’école préparatoire de théologie protestante, préface de François Boulet. Lyon, Éditions Olivétan, 2013, 300 p.

### Direction et collaboration d’ouvrages (sélection)
- L’altérité religieuse Un défi pour la mission chrétienne, (en codirection avec Françoise Jacquin), Paris, Karthala, 2001, 397 p.
- Appel à témoins. Mutations sociales et avenir de la mission (en codirection avec Geneviève Comeau), Paris, Cerf, 2004, 214 p.
- Convertir/Se convertir. Regards croisés sur l’histoire des missions chrétiennes (en codirection avec Jan Borm et Bernard Cottret), Paris, Nolin, 2006, 202 p.
- Roland de Pury (1907-1979). Un théologien protestant non-conformiste en son siècle (en codirection avec Paul Loupiac, Martin Rott, Pierre-Yves Kirschleger), Lyon, Olivétan, 2008, 139 p.
- Jean Calvin. Les multiples visages d’une réforme et de sa réception, (en codirection avec Daniel Bolliger, Marc Boss et Mireille Hébert), Lyon, Olivétan, 2009, 315 p.
- La Conférence missionnaire mondiale d’Édimbourg (en codirection avec Claire-Lise Lombard et Jacques Matthey), Histoire & Missions chrétiennes, N°13, trimestriel, mars 2010, 168 p.
- Concurrences en mission. Propagandes, conflits, coexistences (XVIe – XXIe siècles), (en codirection avec Salvador Eyezo’o), Paris, Karthala, 2012, 396 p.
- Mission et cinéma. Films missionnaires et Missionnaires au cinéma, (en codirection avec Émilie Gangnat, Annie Lenoble-Bart), Paris, Karthala, 2013, 324 p.
- Se former à la mission, (en codirection avec Jean-Marie Aubert, Paris, Perspectives Missionnaires, 2014, 67 p.
- Hommes et femmes en mission (XIXe – XXe siècles) Entre partage et confrontation, (en codirection avec Bernadette Truchet), Paris, Karthala, 2018, 356p.
- Politiques éditoriales dans la mission (XIXe – XXIe siècles), en codirection avec Annie Lenoble-Bart, Bernadette Truchet, Paris, Karthala, 2022.

### Notices dans dictionnaires et encyclopédies
- Dictionnaire du monde religieux de la France contemporaine (1993)
- Biographical Dictionary Christian Missions (1997)
- Dictionnaire œcuménique de missiologie. Cents mots pour la mission (2001)
- Encyclopédie du Protestantisme (2006)
- Dictionnaire biographique des protestants français de 1787 à nos jours (2013)